# Паунэлл, Томас
Томас Паунэлл (англ. Thomas Pownall; 4 сентября 1722 (дата крещения по новому стилю); Линкольн — 25 февраля 1805; Бат) — британский колониальный государственный деятель. С 1757 по 1760 годы занимал пост губернатора провинции Массачусетс-Бэй, после чего стал членом британского парламента. Паунэлл много путешествовал по североамериканским колониям в годы, предшествовавшие войне за независимость США и был против попыток парламента напрямую облагать колонии налогами. Оставаясь в меньшинстве, защищал права колонистов.
Получив классическое образование и обладая связями в колониальной администрации, Паунэлл впервые посетил Северную Америку в 1753 году, а в 1755 году был назначен лейтенант-губернатором Нью-Джерси. В 1757 году Томас занял пост губернатора Массачусетса. Главным событием во время правления Паунэлла стала Франко-индейская война, начавшаяся в 1754 году; губернатор сыграл решающую роль в подготовке массачусетского провинциального ополчения для участия в боевых действиях. Он был противником военного вмешательства в колониальные дела, в частности, попыток расквартировывать британских солдат в частных домах. В целом Паунэлл сохранял позитивные отношения с колониальной ассамблеей.
Вернувшись в Англию в 1760 году, Пауэнэлл продолжал интересоваться колониальными проблемами, опубликовав несколько сочинений о положении дел в Северной Америке. Будучи членом парламента, Томас без особого успеха отстаивал права колонистов, но при этом поддержал ведение боевых действий против сепаратистов в американской войне за независимость. В начале XIX века Паунэлл продвигал идеи о сокращении или полном устранении торговых барьеров и установлении прочных связей между Британией и Соединёнными Штатами.

## Ранние годы
Томас Паунэлл был старшим сыном Уильяма и Сары (Бернистон) Паунэлл. Его отец был землевладельцем и офицером, чье плохое здоровье и ранняя смерть в 1735 году привели к тяготам для семьи. Томас получил образование в гимназии города Линкольна и в Тринити-колледж (Кембридж), который он окончил в 1743 году. В это период активно интересовался науками, его первая публикация, трактат о происхождении правительства, опубликованный в 1752 году, был основан на заметках, сделанных во время учебы в Кембридже.
В годы его пребывания в Кембридже его младший брат Джон приобрел должность в Совете по торговле, который курировал британские колониальные дела. Братья стали влиятельными союзниками в продвижении по карьерной лестнице. Джон устроил Томаса в Совет по торговле. В 1753 году он отправился в Америку в качестве личного секретаря сэра Денверса Осборна, только что назначенного губернатора Нью-Йорка. Но Осборн покончил жизнь самоубийством через несколько дней после прибытия в Нью-Йорк, оставив Паунэлла без работы и покровительства. Пауллалл решил остаться в Америке, посвятив себя изучению состояния американских колоний. В последующие месяцы он часто путешествовал из Мэриленда в Массачусетс. Он был введен в высшие круги колониального общества и установил связи с рядом влиятельных людей, включая Бенджамина Франклина и губернатора Массачусетса Уильяма Ширли.

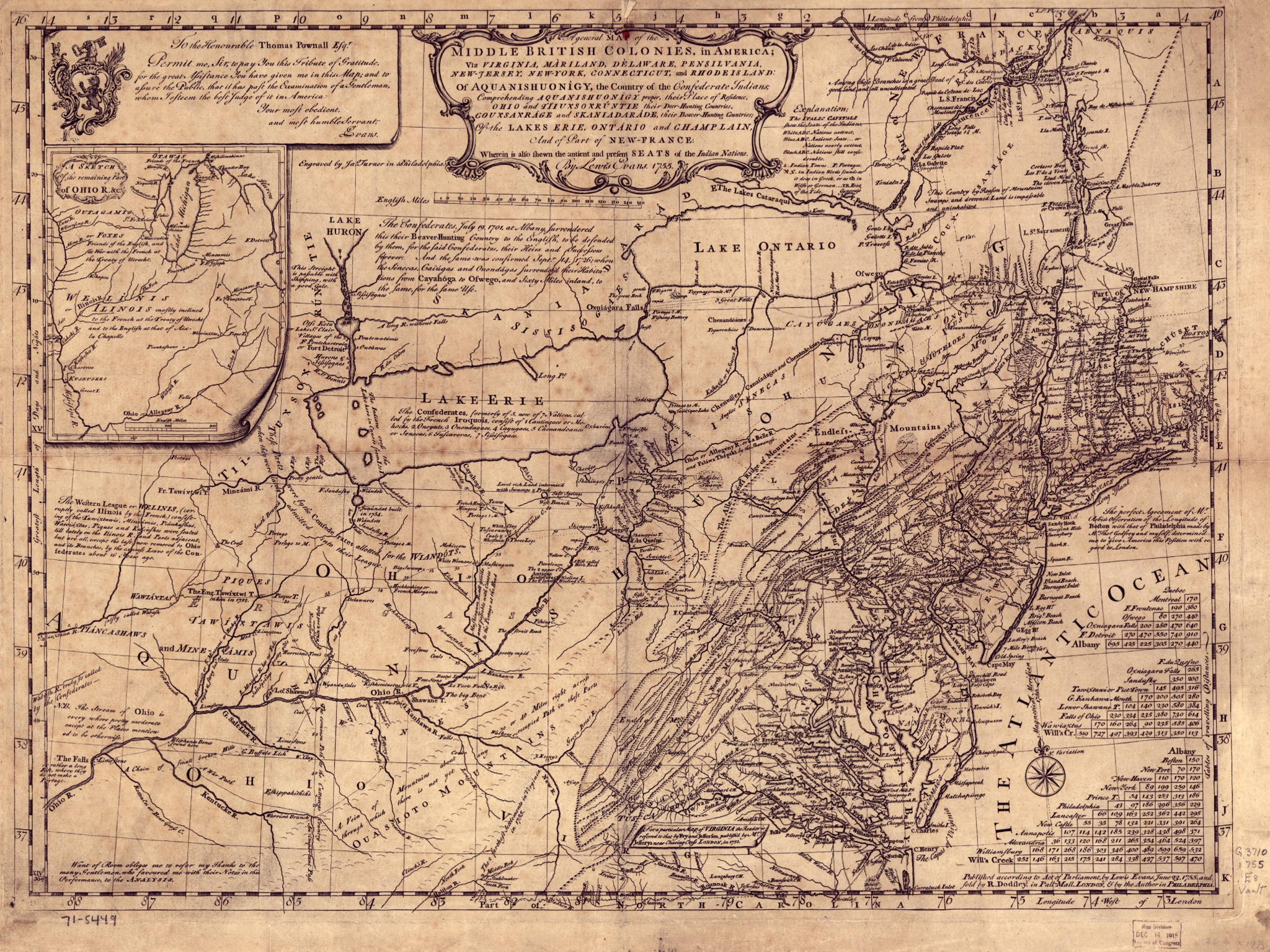
Карта Эванса-Паунэлла 1755 года

Губернатору Осборну было поручено в первую очередь заняться растущим недовольством шести ирокезских народов, чья территория соседствовала с Нью-Йорком. Паунэлл изучил этот вопрос и был приглашен на Конгресс 1754 года в Олбани в качестве наблюдателя. Его наблюдения за характером колониальных отношений с индейцами (включая политическую борьбу за контроль над индейской торговлей и мошенничество с приобретением индейских земель) привели к разработке ряда предложений, связанных с колониальной администрацией. Он предложил учредить пост назначаемого короной надзирателя индейских дел, рекомендовав на эту должность Уильяма Джонсона, комиссара Нью-Йорка по делам индейцев, который имел влияние на ирокезов.
После конференции Паунэлл вернулся в Филадельфию. За это время он, очевидно, углубил дружбу с Франклином, став его деловым партнером. Паунэлл также установил тесное сотрудничество с картографом Льюисом Эвансом, они оба признавали необходимость составления точных карт внутренних районов Северной Америки. Карта Эванса, опубликованная в 1755 году, была посвящена Паунэллу и принесла ему широкую известность.

## Лейтенант-губернатор Нью-Джерси

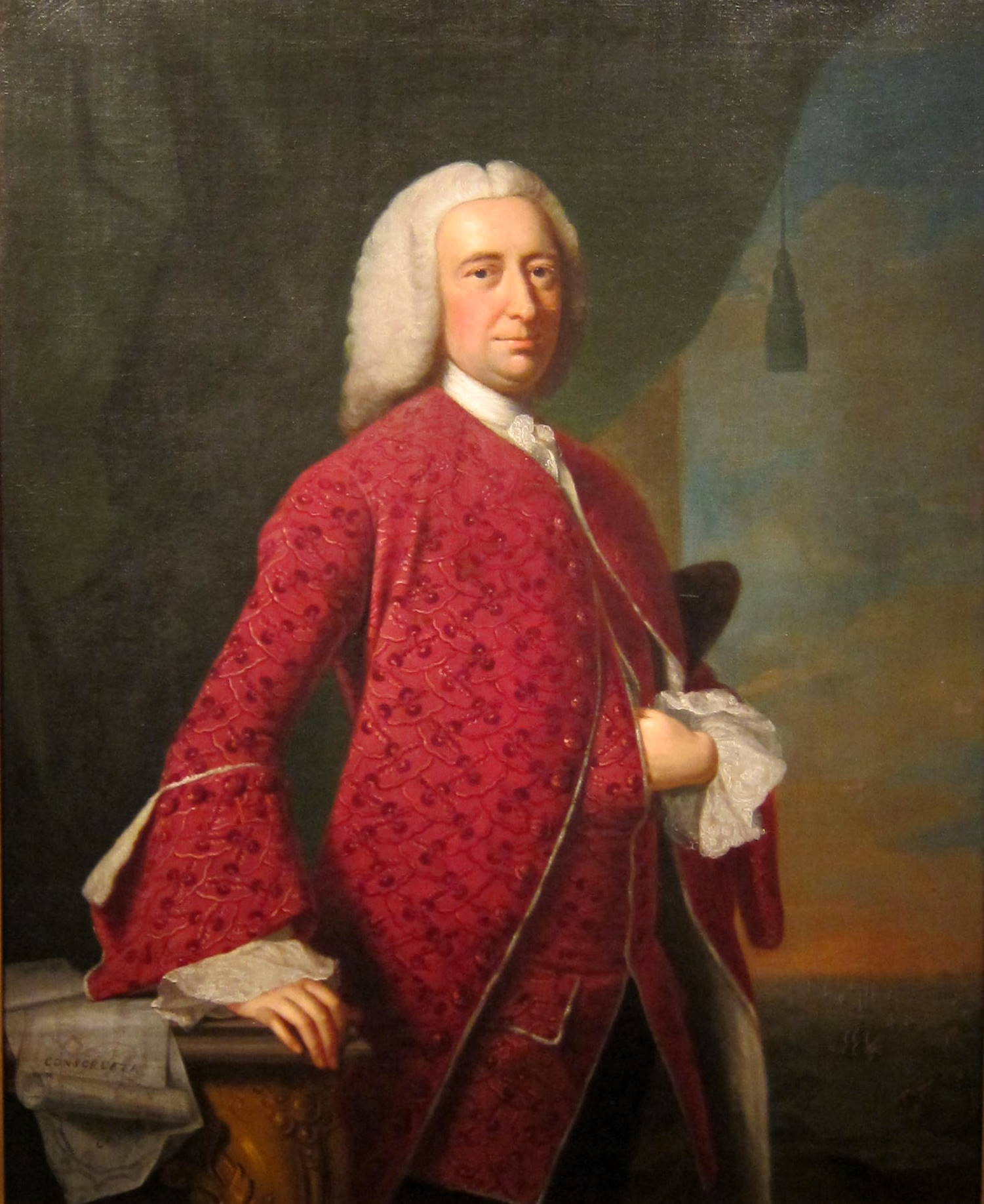
Уильям Ширли был отстранен от должности губернатора Массачусетс отчасти стараниями Паунэлла

В мае 1755 года Паунэлл был назначен лейтенант-губернатором (заместителем губернатора) Нью-Джерси, эта должность предполагалась как второстепенная, однако Паунэлл проявил активность на этом посту. Военные конференции включили его в постоянную борьбу за власть между Уильямом Джонсоном и губернатором Массачусетса Уильямом Ширли (который в июле 1755 года стал главнокомандующим британских сил в колониях). Джонсон воспользовался заботой Паунэлла о пограничной безопасности, чтобы перетянуть его в свой лагерь. В итоге, старниями Джонсона и Паунэлла, Ширли лишился поста главнокомандующего. Вскоре Ширли был уволен и с поста губернатора Массачусетса.
Паунэлл отбыл в Англию, где Совет по торговле предложил ему пост губернатора Пенсильвании, однако его требования более широких полномочий заставили Совет отозвать свое предложение. Паунэлл смог обратить этот отзыв в свою пользу, широко осветил тот факт, что он отклонил предложение из-за некомпетентности членов Совета. 

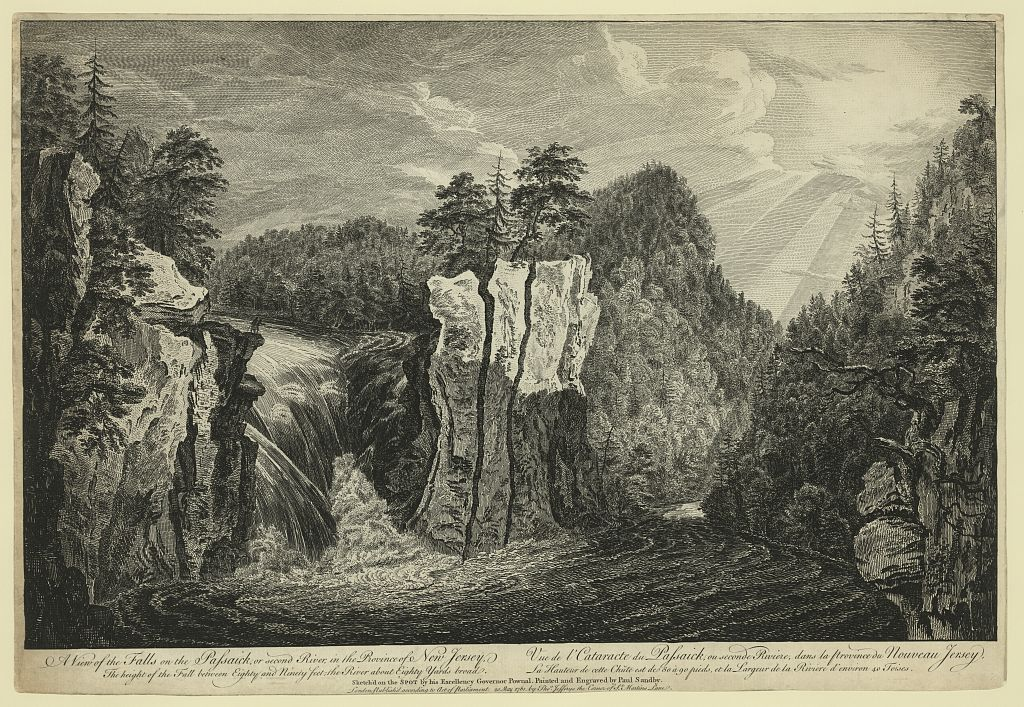
Рисунок Паунэлла Великих водопадов реки Пассайк

Заведенная дружба с новым главнокомандующим в колониях лордом Лоудоном позволила Паунэллу получить губернатора Массачусетса в марте 1757 года. Хотя его хвалили за компетентность в колониальных делах, его также критиковали за тщеславие и склочный характер.

## Губернатор Массачусетса
Паунэлл прибыл в Бостон в начале августа. Он был хорошо принят и начал выполнять свои обязанности 3 августа. Он сразу же был втянут в кризис, связанный с войной: французские силы, как сообщалось, двигался к форту Уильям-Генри в северной части провинции Нью-Йорк, и требовались новобранцы для защиты границ. Паунэлл энергично взялся за пополнение рядов ополчения, но призыв к оружию пришел слишком поздно: Уильям-Генри упал после кратковременной осады.

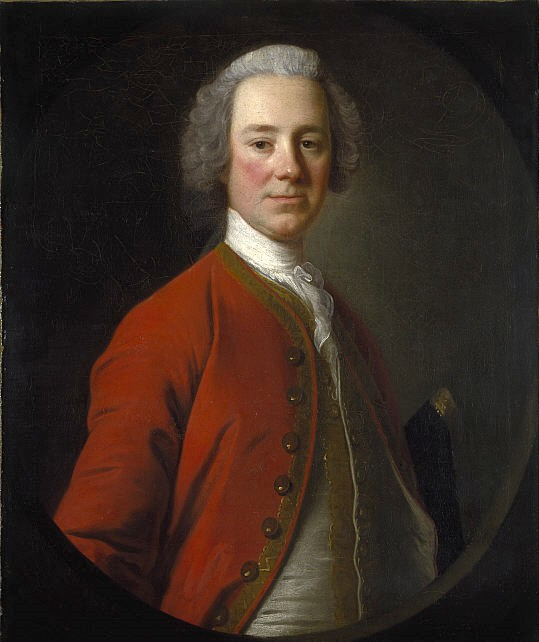
Главнокомандующий британскими силами в колониях Джон Кэмпбелл, лорд Лоудон, с которым у Паунэлла сложились противоречивые отношения

В сентябре 1757 года Паунэлл отправился в Нью-Джерси на похороны губернатора Джонатана Белчера и остановился в Нью-Йорке, чтобы встретиться с Лоудоном. Главнокомандующий был расстроен тем, что провинциальное собрание Массачусетса не полностью выполнило требования, которые он предъявил, и считал Паунэлла ответственным за это. Паунэлл возражал против вмешательства военных в гражданские дела, что вызвало гнев Лоудона. Впоследствии Лоудон написал письмо в Лондон, резко критикуя позицию Паунэлла, назвав его идеи по управлению «высокомерными». Лоудон столкнулся с оппозицией в провинциальном собрании по вопросу расквартирования британских войск в гражданских постройках в Бостоне и пригрозил привести войска в провинцию и занять жилье силой. Паунэлл попросил, чтобы собрание каким-либо образом примирилось с Лоудуном, и в итоге был подписан законопроект, разрешавший расквартирование войск в гостиницах и других общественных местах. Этот законопроект был непопулярным, а Паунэлл стал объектом критики как сторонник Лоудона и его политики. Однако переписка Паунэлла с Лоудоном показывает, что он прекрасно понимал позицию колонистов: «жители этой провинции имеют право на естественные права людей, родившихся на английской земле... ущемление этих прав... будет поощрять их сопротивляться любому врагу». Паунэлл даже заявил о своем намерении подать в отставку, но Лоудон просил его остаться. 
В январе 1758 года Паунэлл написал несколько писем Уильяму Питту, в котором излагал проблемы, связанные с отношениями между колониальным правительством и военными и гражданскими администрациями британского правительства. Он особо рекомендовал, чтобы Лондон лучше финансировал колониальные расходы на войну; реализация этой идеи привела к значительному увеличению числа ополченцев в последующие годы войны. Паунэлл смог провести законопроект через собрание, осуществив реформу системы милиции. 
Приказ Пауллалла, санкционирующий лейтенанта. Полковник Джон Хоук побил свой барабан за призыв в полк вторжения в Канаду, 1758
Несмотря на эти реформы, вербовка в милицию оказалась сложной задачей, и рекрутинговые партии часто подвергались преследованиям и избиению камнями, что несколько раз приводило к беспорядкам. Однако Паунэлл в итоге добился успеха в вербовке, и его действия получили одобрение Уильяма Питта, Совета по торговле и нового главнокомандующего Джеймса Аберкромби. Паунэлл также предложил генералу Джеффри Амхерсту идею постройки форта в заливе Пенобскот, чтобы оспаривать потенциальные французские продвижения в этот район. Этот район был местом периодических пограничных столкновений с 1755 года. Эта идея превратилась в крупную экспедицию в этот район. Паунэлл возглавил экспедицию, руководил строительством форта Паунэлл и считал это событие крупным успехом. 
Хотя начало пребывания Паунэлла у власти было не самым позитивным, его популярность в провинции росла с каждым годом. Он инвестировал в торговлю; хотя не был сильно религиозным, он регулярно посещал англиканские службы, но также посещал и местные конгрегационные службы. Он успешно решил вопросы, связанные с набором и развертыванием ополченцев, достигнув компромисса между военными и провинциальными интересами. Однако у него были напряженные отношения с его заместителем Томасом Хатчинсоном. Они никогда не доверяли друг другу, и Паунэлл регулярно удалял Хатчинсона с заседаний губернаторского совета, отправляя во внеплановые командировки. Одним из последних действий Паунэлла перед отъездом из колонии было одобрение назначения Джеймса Отиса-старшего, давнего противника Хатчинсона, в качестве спикера собрания. 
В более поздние месяцы 1759 года Паунэлл написал письмо Уильяму Питту с просьбой о возвращении в Англию и другой должности. Биограф Джон Шутц полагает, что основная причина этой просьбы была связана с расстройством из-за окончания военных действий, в которых у него было больше возможностей себя проявить, или с желанием получить более значительную должность, например, генерал-губернатора завоеванной Новой Франции. Историк Бернард Байлин придерживается мнения, что желание Паунэлл покинуть колонию объяснялось политической борьбой с Хатчинсоном и военными командирами. Как ты то ни было, Совет по торговле занялся ротацией колониальных кадров после смерти короля Георга II, и Паунэлл получил пост губерната Южной Каролины и разрешение перед этим вернуться в Англию. Его отъезд из Бостона был отложен из-за вопросов о последствиях крупного пожара в городе, и он оставался на посту до июня 1760 года.

## "Администрация колоний"
Хотя он принял губернаторство в Южной Каролине, Паунэлл так туда и не отбыл. Он охарактеризовал свою работу в Массачусетсе как тяжелую и сообщил в ноябре 1760 года, что примет другое губернаторство, если только новый король Георг III прямо от этом распорядится. Питт назначил его в военную комиссию в Ганновере, где он служил до окончания семилетней войны в 1763 году. Однако этот пост не продвинул его карьерные амбиции и привел только к подозрениям о финансовых нарушениях.
По возвращении в Англию Паунэлл подготовил для публикации трактат под названием «Администрация колоний». Впервые опубликованный анонимно в 1764 году трактат Паунэлл переписал и повторно опубликовал несколько раз между 1765 и 1777 годами. Работа - сухой и сложный трактат о ситуации в Северной Америке, который включал комментарии о растущей напряженности в колониях, - был предназначен Паунэллом для изучения темы того, как колонии могут быть надлежащим образом включены в жизнь более крупной империи.
Работа Паунэлла определила его как сторонника идей автономии колоний. Хотя он опасался, что Британия потеряет контроль над колониями, он писал, что американцы имеют право на те же права представительного правительства, что и их сограждане в Англии, Шотландии и Уэльсе. Он также был убежден в необходимости создания сильного центрального законодательного органа, способного выработать общую политику, которая была бы обязательной для каждого члена Британской империи, в том числе в Северной Америке. В конечном итоге Паунэлл решил, что единственным решением было бы создание имперского парламента с представителями как от Британии, так и от колоний. 
В 1765 году Паунэлл женился на Гарриет Фокснер, вдове Эверарда Фокснера и дочери генерал-лейтенанта Чарльза Черчилля, что дало ему связь с аристократическим родом герцогов Мальборо. Паунэлл усыновил четверых детей Гарриет. Добрая и умная женщина, она стала партнером мужа в продвижении его политической карьеры и помогла его избранию в парламент.

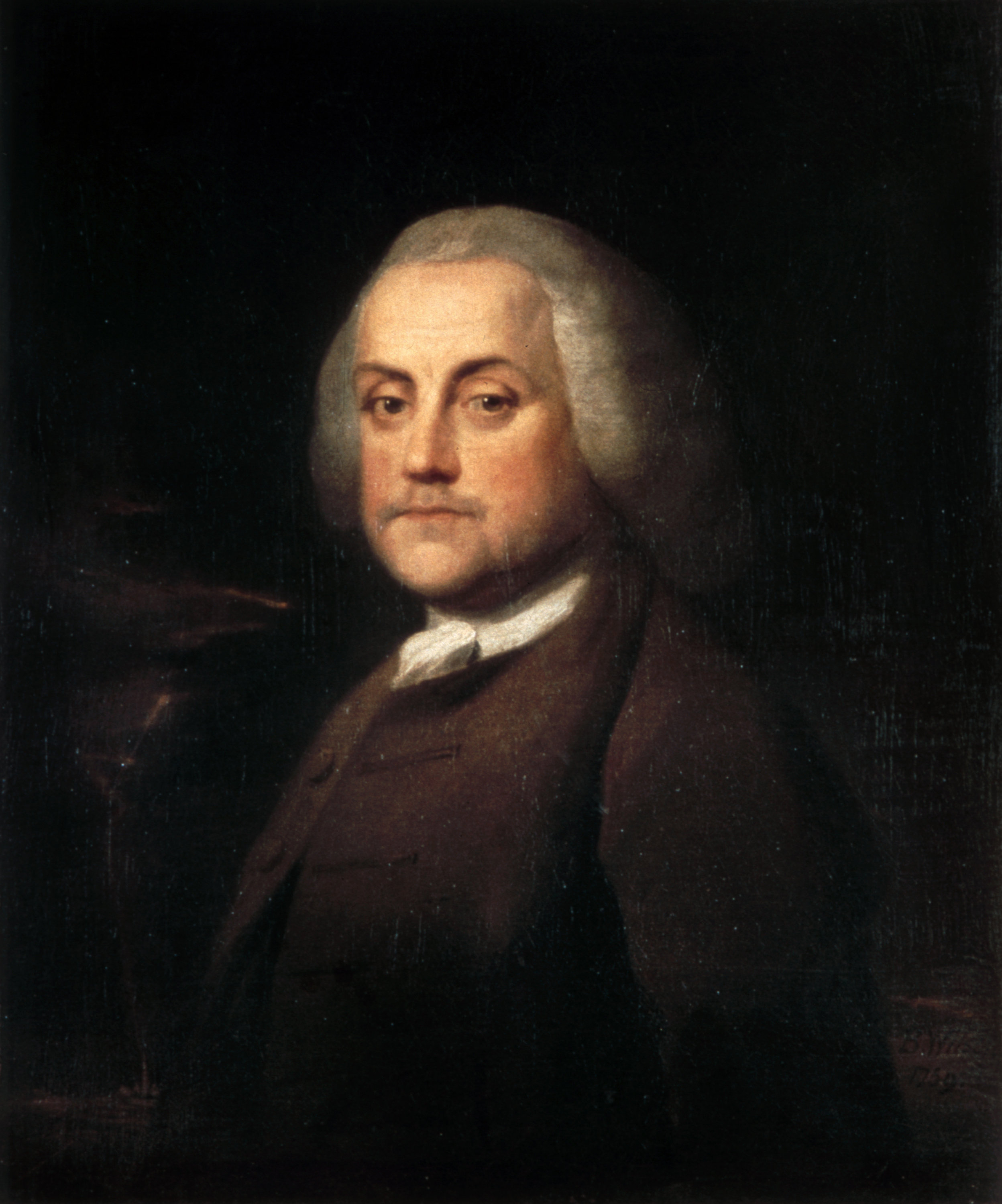
Бенджамин Франклин был другом и Паунэлла

Паунэлл возобновил переписку с официальными лицами в Массачусетсе в надежде получить назначение в качестве агента, представляющего интересы провинции в Лондоне, но не добился успеха. Он регулярно принимал посетителей из колоний, а Бенджамин Франклин, его старый друг из Пенсильвании, был его частым гостем. Он с тревогой наблюдал за ростом напряженности в колониях и ошибками парламентского руководства и колониальной администрации, которые только усугубляли их. Он использовал свои позиции в парламенте, чтобы подчеркнуть колониальные возражения против непопулярного законодательства. Когда в Бостон были отправлены войска в 1768 году после протестов против актов Тауншенда, Паунэлл заявил в парламенте, что связи между Британией и колониями могут окончательно прерваться.
Затем колониальные проблемы на короткое время сошли со сцены. В 1772 году Паунэлл представил в парламенте законодательство, регулирующее производство и распространение продуктов питания в Великобритании. Проект прошел Палату общин, но был изменен лордами, в результате чего палата общин отклонила измененный законопроект. Законопроект был принят в следующем году и был назван «Законом губернатора Паунэлла». Он получил высокую оценку, в том числе некоторых из влиятельных фигур, таких как Адам Смит. 

## Революция
После Бостонского чаепития в декабре 1773 года парламент принял серию законопроектов, призванных наказать Массачусетс. Паунэлл не смог поколебать эти устремления. Паунэлл не смог удержать свое место: в 1774 году он был исключен из парламента. Однако лорд Норт помог Паунэллу обеспечить место в новом парламенте. 

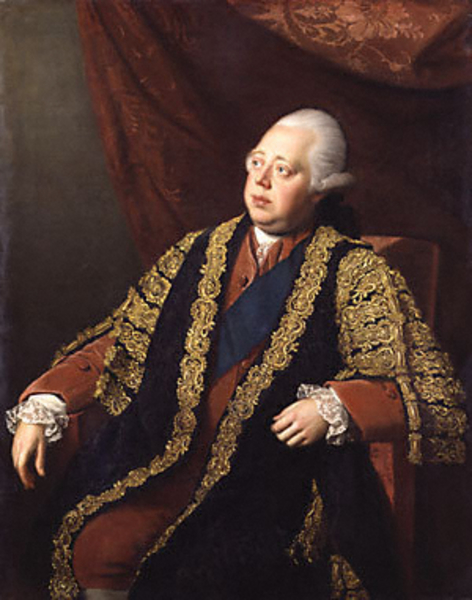
Фредерик Норт

Паунэлл поддержал попытки Норта добиться примирения с колониями, которые привели к началу войны за независимость. Однако, как только в апреле 1775 года начались военные действия, его примирительные взгляды стали неактуальными среди поддерживавшими войну тори и вигами. Паунэлл номинально поддерживал Норта до 1777 года, когда открыто сделал заявления в поддержку фракции мира. Вступление Франции в войну на американской стороне твердо вернуло его в лагерь тори. 

## Послевоенные годы

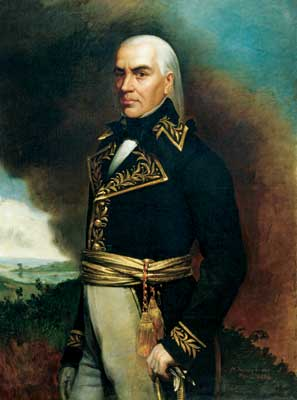
Франсиско Миранда

Паунэлл продолжал поддерживать интерес к жизни США после окончания войны, хотя туда он так и не вернулся. В его более поздние годы Паунэлл был представлен Франсиско Миранде, венесуэльскому колониальному генералу, который выступал за независимость латиноамериканцев от Испании. По словам историка Уильяма Спенса Робертсона, некоторые идеи Миранды сформировались под влиянием Паунэлла. Последняя крупная работа Паунэлла была посвящена свободной торговле и явным образом призывала британцев поддержать независимости Латинской Америки как способ открыть эти рынки для британской и американской торговли. 
Паунэлл умер в Бате 25 февраля 1805 года и был похоронен в церкви в Уолкоте.

## Семья и наследие
Паунэлл женился дважды. Его первой женой была Гарриет Черчилль, вдова сэра Эверарда Фокнера и незаконнорожденная дочь генерал-лейтенанта Чарльза Черчилля. В 1784 году Паунэлл женился на Ханне (Кеннет) Астелл, приобретя значительные привилегии и земли.
Города Паунэл в Мэне и Паунэл в Вермонте названы в честь Томаса Паунэлла. Дрезден, штат Мэн, когда-то назывался Паунэлборо в его честь. Остатки форта Паунэлл, названного в его честь, сохранились в штате Мэн.